# Al·la Taràssova
Al·la Konstantínovna Taràssova (rus: А́лла Константи́новна Тара́сова, nascuda el 6 de febrer de 1898, morta el 5 d'abril de 1973) fou una actriu soviètica de teatre i cinema.

## Biografia
Va ser una de les principals actrius del Teatre d'Art Acadèmic de Moscou Konstantín Stanislavski, en el qual va actuar des de 1916. El 1922-1924, junt amb el Teatre d'Art de Moscou, va recórrer països occidentals i va visitar, entre d'altres, Londres i Estats Units.
Va ser guardonada amb el Premi Stalin cinc vegades (el 1941, dues vegades el 1946, el 1947 i el 1949) i tres vegades amb l'Orde de Lenin. També va obtenir el títol honorífic d'Artista del Poble de l'URSS, concedit el 28 d'abril de 1937.
El 1952 fou elegida membre del Soviet Suprem de l'URSS. El 1954 es va incorporar al Partit Comunista. Fins al 1960 va exercir de vicepresidenta del Soviet Suprem de la URSS. Poc abans de morir, el 1973, va rebre el títol d'Heroïna del Treball Socialista.
L'actriu es va casar tres vegades. El seu primer marit, Aleksandr Petróvitx Kuzmín, era oficial de la flota imperial. El 1936 el va deixar i es va casar amb el també actor de teatre Ivan Mikhàilovitx Moskvín. El 1942 la parella es va divorciar i el 1945 Taràssova es va tornar a casar, aquest cop amb el major general d'aviació Aleksandr Semiónovitx Pronin (1902-1974).
Es dona la circumstància que Taràssova i Moskvín, durant el seu matrimoni, foren una de les poques parelles casades del país on ambdós cònjuges eren titulars del títol honorífic d'Artista del Poble de l'URSS.
Al·la Taràssova va morir el 5 d'abril de 1973 a Moscou i va ser enterrada al cementiri de Vvedénskoie d'aquesta mateixa ciutat.

## Filmografia selecta
- Raskolnikow (1923), com a Dúnia
- La tempesta (1934), com a Katerina Petrovna Kabànova
- Pere el Gran (1937), com a Caterina (més tard Caterina I)
- Culpables sense culpa (1945), com a Ielena Ivànovna Krutxínina
- Anna Karènina (1953), com a Anna Karènina

## Honors i premis

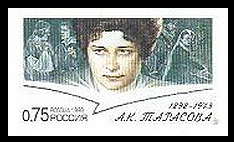
Segell postal de Rússia, dedicat al centè aniversari del naixement d'Al·la Taràssova

- Heroïna del Treball Socialista (1973)
- Artista d'Honor de la RSFSR (1933)
- Artista del Poble de l'URSS (1937)
- Premi Stalin de primer grau (1941), pels èxits destacats en el camp de l'art teatral i dramàtic
- Premi Stalin del primer grau (1946), per interpretar el paper de Iúlia Túguina a l'obra "La darrera víctima" d'Aleksandr Ostrovski
- Premi Stalin del segon grau (1946), per interpretar el paper de Ielena Krutxínina a la pel·lícula "Culpables sense culpa" (1945)
- Premi Stalin del primer grau (1947), per interpretar el paper de Liza Muraviova a l'obra "Vencedors" (rus: Победители) de Borís Txirskov
- Premi Stalin del primer grau (1949), per interpretar el paper de Sófia Romànovna a l'obra "Carrer verd" (rus: Зелёная улица) d'Anatoli Súrov
- Tres ordes de Lenin (1948, 1967, 1973)
- Orde de la Bandera Roja del Treball (1937)
- Orde de la Insígnia d'Honor (1938)
- Medalla per la Tasca Meritòria durant la Gran Guerra Patriòtica de 1941-1945.
- Medalla del 800è Aniversari de Moscou